# Библиотека Шадринского государственного педагогического университета
Библиоте́ка Ша́дринского госуда́рственного педагоги́ческого университе́та — библиотека, являющаяся подразделением Шадринского государственного педагогического университета.

## История

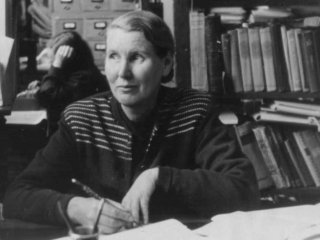
П. В. Брюханова

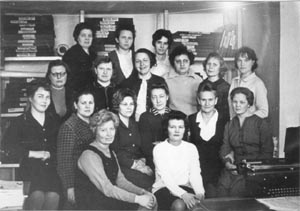
Коллектив библиотеки в 1970 году

Библиотека Шадринского педагогического училища с 26500 экземплярами изданий в фондах была передана в распоряжение Шадринского учительского института с 1 сентября 1939 г. Первым библиотекарем была Прасковья Васильевна Брюханова. С началом Великой Отечественной войны деятельность библиотеки осложнилась. Институт был переведен в другое здание (по ул. Пионерской, 45), а в здании по ул. Коммуны был расположен госпиталь, там же осталась и библиотека. Библиотека обслуживала не только студентов и преподавателей института, но и снабжала передвижными библиотеками госпитали города.
В период 1949—1959 годов до 13:00 библиотекари занимались внутренней работой, с 13:00 до 21:00 — обслуживанием читателей. После учебных занятий аудитории превращались в читальные залы. В 1954 году библиотека, как и весь институт, была переведена в здание по ул. К. Либкнехта и вначале располагалась в учебной аудитории. В 1956 году был открыт первый читальный зал, располагавшийся в коридоре перед комнатами библиотеки.
С 1 июня 1960 года библиотеку возглавила Фаина Михайловна Ефремова. Библиотека расширилась: вначале был открыт малый читальный зал на 120 мест, а затем, в результате переоборудования спортивного зала, большой читальный зал на 350 мест. Также было оборудовано книгохранилище для хранения малоспрашиваемых изданий. В конструкторском бюро ШААЗа был сконструирован подъёмник для книгохранилища. В этот же период был сформирован справочно-библиографический аппарат: алфавитный и систематический каталоги, систематическая картотека статей, различные тематические картотеки. Являясь единственной вузовской библиотекой в городе, она поддерживала связи с другими библиотеками, входила в методобъединение библиотек города. С 1964 года приказом ректора института Д. А. Панова библиотеку обязали проводить библиотечно-библиографические занятия со студентами первого курса.
В 1970-е годы по межбиблиотечному абонементу ежегодно по заявкам читателей получали от 100 до 200 экземпляров из различных библиотек страны. В середине 1970-х годов удалось выделить абонемент иностранной литературы. В 1960—1970-е годы была собрана фонотека, включавшая грампластинки с музыкальными и литературными произведениями.
В начале 1980-х годов в библиотеке был осуществлён перевод фондов и каталогов на библиотечно-библиографическую классификацию. Было решено организовать абонемент в учебном корпусе по ул. Октябрьской. В 1985 году заведующей библиотекой была назначена Лидия Степановна Шалькова. В марте 1988 года заведующей библиотекой стала Елена Александровна Бурлакова.
С 1995 года начался процесс автоматизации библиотечно-библиографических процессов, освоена система «Библиотека 4.0». В 1999 году библиотека получила новое помещение для абонемента площадью 230 м² и книгохранилище площадью 415 м². Книжный фонд абонемента был полностью перенесен в новое помещение.
В 2000-е годы открылся еще один читальный зал для преподавателей и аспирантов. Началось формирование фонда аудиовизуальных материалов и электронных ресурсов. С 2009 года началась работа по созданию полнотекстовой базы данных трудов преподавателей ШГПИ. В 2008 году совместно с Вычислительным центром института разработан и начал работу поисковый модуль Автоматизированной системы учета библиотечного фонда.
В 2009 году институтом для каталогизации, систематизации, учёта библиотечных фондов и доступа к каталогу библиотеки из Интернета было закуплено программное обеспечение «Система автоматизации библиотек Ирбис64». С 2010 года для автоматизации учёта фондов применяется система штрихкодирования новых поступлений. На абонементе главного учебного корпуса ведется автоматизированное обслуживание пользователей библиотеки.
К концу 2010-х годов фонды библиотеки насчитывали более 430 тысяч документов. В библиотеке имелись два читальных зала на 234 посадочных места. Электронный каталог включал основной каталог (объём 541 тыс. записей), каталог трудов преподавателей (8 тыс. записей), БД «Краеведение» (13 тыс. записей) и БД «Выпускные квалификационные работы» (2 тыс. записей).
Особую ценность библиотеки представляет коллекция редких книг XVII — начала XX веков по различным отраслям знаний. 
Старопечатные книги XVII века — 2 экз.
- Царственный летописец, содержащий Российскую историю 6622/1114 года, то есть от начала царствования Великого Князя Владимира Всеволодовича Мономаха до 6980/1472 года, то есть до покорения Новгорода под власть Великого Князя Василия Ивановича, после учиненного бунта в Новгороде происками Марфы Посадницы и ее детей – В Санкт-Петербурге при Императорской Академии наук, 1772.;
- Универсальная арифметика Г. Леонарда Ейлера. Т. 1, содержащий в себе все образы алгебраического вычисления. – В Санкт-Петербурге при Императорской Академии наук, 1787.

Книги 1801—1830 годов — 3 экз.
- Правила словесности, руководствующие от первых начал до высших совершенств красноречия. Ч.3, содержащая продолжение науки о слоге: Сочинения Якова Толмачева. – СПб.: Морская тип., 1818;
- Курс математики Тимофея Осиповского. Т.2, содержащий геометрию, прямолинейную и сферическую тригонометрию и введение в криволинейную геометрию. – СПб.: Императорская Академия наук, 1801;
- Эвклидовых начал восемь книг, а именно: первые шесть, одиннадцатая и двенадцатая, содержащая в себе основания геометрии / пер. с греч. Ф. Петрушевского. – СПб.: Тип. Департамента народного просвещения, 1819.

Книги 1831—1900/1917 годов — ок. 40 экз.